# Ludobójstwo w Rwandzie

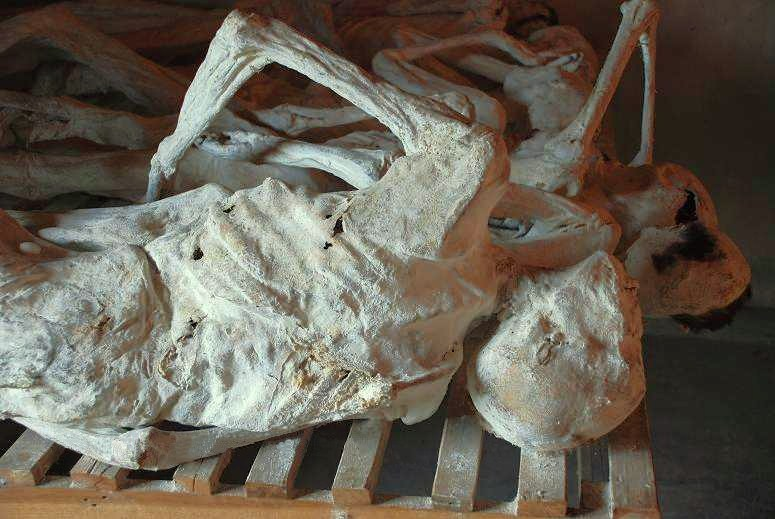
Zmumifikowane ciała ofiar ludobójstwa

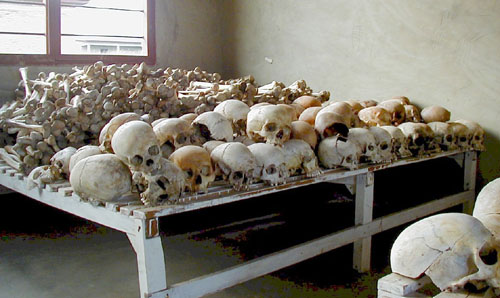
Świadectwa ludobójstwa

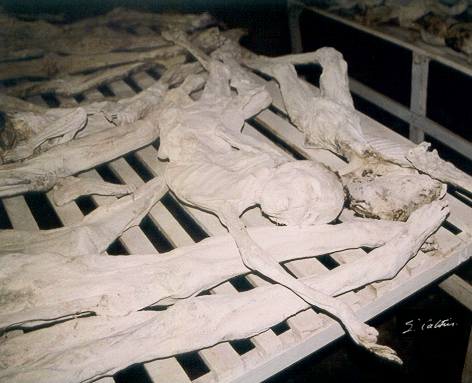
Zmumifikowane ciała ofiar

Ludobójstwo w Rwandzie – masakra osób pochodzenia Tutsi dokonana przez ekstremistów Hutu (przede wszystkim z bojówek Interahamwe i Impuzamugambi) w Rwandzie w ciągu około 100 dni od 6 kwietnia do lipca 1994. Jej ofiarą padło, według szacunków, od 800 000 do 1 071 000 ludzi.
Ludobójstwo to, wyróżniające się niespotykaną liczbą ludzi zamordowanych w tak krótkim czasie, stało się prawdopodobnie największą porażką ONZ w historii jej istnienia. Tuż po tragedii Zgromadzenie Parlamentarne Rady Europy skierowało do Rwandy delegację, której przewodniczył Tadeusz Iwiński.
ONZ powołała wcześniej, w październiku 1993, UNAMIR (United Nations Assistance Mission for Rwanda) pod dowództwem kanadyjskiego generała Roméo Dallaire, aby „pomóc we wprowadzeniu porozumień z Aruszy podpisanych przez rwandyjskie partie 4 sierpnia 1993”, kończących wojnę domową w Rwandzie. Podczas ludobójstwa ONZ nie zezwoliła jednak UNAMIR na żadne szersze działania interwencyjne.
Ludobójstwo zakończyło się, gdy Rwandyjski Front Patriotyczny zdominowany przez Tutsi pod dowództwem Paula Kagame obalił rząd Hutu i przejął władzę. Blisko dwa miliony Hutu, obawiając się odwetu Tutsi, uciekło przez granice do Burundi, Tanzanii, Ugandy i Zairu (obecnie Demokratyczna Republika Konga). Pamięć ludobójstwa i nienawiść etniczna rozlała się na obszar Kongo, wywołując pierwszą i drugą wojnę domową w Kongo. Wpłynęła też na rozwój wojny domowej w Burundi.

## Rys historyczny
Prawdopodobnie w XV wieku klany Tutsi połączyły się tworząc Królestwo Rwandy, które rządziło regionem przez kolejne stulecia. Chociaż niektórzy Hutu piastowali wysokie stanowiska, generalnie stanowiąca 82–85% ludności większość Hutu była trwale odsunięta od władzy. W drugiej połowie XIX wieku nastąpiła redystrybucja własności ziemi, w wyniku której wszyscy właściciele ziemscy zaliczani do ludu Hutu musieli płacić daniny ustanowionym nad nimi zarządcom Tutsi. W tym samym czasie Rwanda prowadziła podboje, nadając wszystkim podbijanym grupom etnicznym status Hutu. Tym samym podział na Hutu i Tutsi stał się bardziej związany z poziomem społecznym niż z pochodzeniem etnicznym. Istniały nawet przypadki „stania się Tutsi” przez wzbogacenie się i wykup odpowiedniej liczby krów.
W wyniku wyścigu o Afrykę Rwanda i Burundi stały się w 1885 jedną posiadłością kolonialną Niemiec. Niemcy nie planowały kolonizacji tych obszarów i zamiast tego wyznaczyły elitarną klasę rodzimych mieszkańców do zarządzania terenem, wywodzącą się z aktualnie rządzących Tutsi. Ta decyzja zaostrzyła podziały pomiędzy Tutsi i Hutu. Po I wojnie światowej Rwanda stała się protektoratem Belgii, która zarządzała terytorium zgodnie z dotychczasową polityką Niemiec, pozwalając utrwalać się podziałom etnicznym. W 1933 Belgowie wprowadzili karty identyfikacyjne z rubryką „przynależność etniczna”. Kategoryzacji dokonywano zazwyczaj na podstawie tak przypadkowych cech, jak wzrost, szerokość nosa i rozstaw oczu. Miało to zapobiec „zmienianiu” swojej przynależności etnicznej. Rwanda uzyskała niepodległość w 1962. W wyniku wyborów Hutu uzyskali władzę w większości regionów. Dodatkowym katalizatorem nienawiści były masakry Hutu dokonywane przez rządzących w Burundi Tutsi w latach 1965 i 1972.
W 1973 w Rwandzie zamachu stanu dokonał Juvenal Habyarimana, który pięć lat później został wybrany prezydentem. Kierowany przez niego rząd, złożony z członków ludu Hutu (MRND), uciskał Tutsich. Nie mieli oni prawie żadnych przedstawicieli w rządzie, nie mogli liczyć na prestiżowe stanowiska ani miejsca na uniwersytetach czy w dobrych liceach. W szkołach wprowadzono segregację etniczną, z kolei na lekcjach przedstawiano taką wersję historii kraju, która stawiała Tutsich w najgorszym świetle. Ponadto dochodziło do cyklicznych pogromów i grabienia majątków Tutsi.

## Preludium ludobójstwa
Niezadowolenie wśród odsuniętych od władzy Tutsi doprowadziło do powstania ruchów mających na celu przywrócenie dotychczasowego porządku. Nastroje te były szczególnie silne w obozach Tutsi żyjących w rozproszeniu dookoła Rwandy, szczególnie w sąsiedniej Ugandzie. Główną organizacją walczącą o władzę dla Tutsi stał się Rwandyjski Front Patriotyczny (RFP), utworzony w 1987. 1 października 1990 siły RFP zaatakowały Rwandę z baz w Ugandzie, wywołując kilkuletnią wojnę domową.
Zakończyła się ona podpisaniem 4 sierpnia 1993 porozumień w Aruszy przez RFP i rząd Rwandy, przy pomocy USA i Francji. Porozumienia znacznie ograniczyły władzę prezydenta, większość władzy została przekazana Przejściowemu Rządowi składającemu się z RFP i pięciu partii tworzących koalicję. Ta sytuacja miała trwać do czasu przeprowadzenia powtórnych wyborów. W tym czasie nastroje nacjonalistyczne Hutu gwałtownie się zaostrzyły, a prezydenta Habyarimanę nazwano zdrajcą. Stacja radiowa RTLM, będąca własnością przywódców rządowych, prowadziła otwartą propagandę przeciwko Tutsi, określając ich jako podludzi. Radykalne grupy Hutu zaczęły gromadzenie na dużą skalę broni i szkolenia wojskowe.
W 1990 powołano bojówki pod nazwą Interahamwe („Walczący razem”) i Impuzamugambi („Mający wspólny cel”). Były to oddziały złożone głównie z młodzieży, w znacznym stopniu przestępców oskarżonych o rozmaite zbrodnie – od kradzieży po morderstwa. Oficjalnym zadaniem Interhamwe miało być w trakcie wojny domowej bronienie prezydenta i Kigali. Faktycznie były to jednostki, które w 1994 eksterminowały Tutsi. Wcześniej oddziały Interhamwe szkolone były przez Rwandyjską Armię, a także przez Francuzów.
Istnieją dowody, że ludobójstwo było dobrze zorganizowane, i zostały one przedstawione przed Międzynarodowym Trybunałem Karnym dla Rwandy. Liczebność bojówek Hutu wzrosła w tym czasie do 30 000 ludzi. Niektóre oddziały były wyposażone w karabiny AK-47 i granaty. Z Chin przywieziono kilkaset tysięcy maczet, zakupionych za 750 tysięcy dolarów, i rozdano je chłopom, pod przykrywką prac rolniczych. Właśnie od maczet zginęła większość ofiar.
Zgodnie z Conspiracy to Murder: The Rwanda Genocide and the International Community (Linda Melvern), skazany zbrodniarz wojenny, premier Jean Kambanda, zeznał, że ludobójstwo było otwarcie omawiane w dyskusjach parlamentarnych.
10 stycznia 1994 Jean Pierre, wysokiej rangi członek Interhamwe, skontaktował się z wojskami UNAMIR i chciał przekazać dokumenty świadczące o tym, iż rząd planuje ludobójstwo, oraz był skłonny wskazać magazyn w Kigali, gdzie Hutu przechowywali zakupioną broń. Twierdził, że bojówki są w stanie zabić w ciągu 20 minut aż tysiąc ludzi. Dowodzący misją UNAMIR wyraził zamiar przejęcia magazynu, jednak nie zgodziła się na to ONZ. Była to ostatnia szansa zapobiegnięcia ludobójstwu, a siły ONZ były jedynie biernym świadkiem toczących się rzezi.

### Dziesięć przykazań Hutu
Następujące przykazania zostały opublikowane w grudniu 1990 w gazecie „Kangura”:
1. Każdy Hutu powinien wiedzieć, że kobieta Tutsi, gdziekolwiek jest, pracuje dla interesów ludu Tutsi; dlatego będzie uznany za zdrajcę każdy Hutu, który: a) poślubia kobietę Tutsi, b) przyjaźni się z kobietą Tutsi, c) zatrudnia kobietę Tutsi jako sekretarkę lub konkubinę.
2. Każdy Hutu powinien wiedzieć, że nasze córki Hutu są właściwsze i bardziej sumienne w zadaniach kobiety, żony i matki rodziny; czyż nie są one piękne i szczere?
3. Kobiety Hutu, bądźcie czujne i starajcie się przeciągnąć swoich mężów, braci i synów na właściwą drogę.
4. Każdy Hutu powinien wiedzieć, że każdy Tutsi jest nieuczciwy w interesach; jego jedynym celem jest władza dla jego ludu; dlatego będzie uznany za zdrajcę każdy Hutu, który: a) zakłada spółkę z Tutsi, b) inwestuje swoje albo rządowe pieniądze w przedsięwzięcie Tutsi, c) pożycza pieniądze Tutsi albo pożycza od niego, d) sprzyja Tutsi w interesach.
5. Wszystkie strategiczne pozycje polityczne, administracyjne, ekonomiczne, wojskowe i policyjne powinny być w rękach Hutu.
6. Sektor edukacyjny musi być w większości Hutu.
7. Armia Rwandy powinna składać się wyłącznie z Hutu.
8. Hutu nie powinien dłużej litować się nad Tutsi.
9. Hutu, gdziekolwiek są, muszą działać zjednoczeni i solidarni, i mieć na uwadze losy ich braci Hutu.
10. Wszyscy Hutu muszą być nauczani na każdym poziomie o Rewolucji Społecznej 1959, Referendum 1961 i Ideologii Hutu; każdy Hutu musi wszędzie głosić tę wiedzę.

### Zaopatrzenie w broń
Brytyjska firma Mil-Tec Corporation Ltd zaopatrywała Hutu w broń co najmniej od czerwca 1993 do połowy lipca 1994. Mil-Tec wystawił faktury na 6,5 miliona USD i otrzymał 4,8 miliona USD za przysłaną broń. Zarząd Mil-Tec opuścił Anglię krótko po ujawnieniu tych informacji.
Transporty broni z Mil-Tec obejmowały:
- 6 czerwca 1993 (549 503 USD za amunicję z Tel Awiwu do Kigali);
- 17–18 kwietnia 1994 (853 731 USD za amunicję z Tel Awiwu do Goma);
- 22–25 kwietnia 1994 (681 200 USD za amunicję i granaty z Tel Awiwu do Goma);
- 29 kwietnia – 3 maja 1994 (942 680 USD za amunicję, granaty, moździerze i karabiny z Tirany do Goma);
- 9 maja 1994 (1 023 840 USD za amunicję, moździerze i karabiny z Tirany do Goma);
- 18–20 maja 1994 (1 074 549 USD za amunicję, moździerze, karabiny i wyrzutnie rakiet z Tirany do Goma);
- 13–18 lipca 1994 (753 645 USD za amunicję i rakiety z Tirany do Kinszasy)[8].

## Ludobójstwo
6 kwietnia 1994 samolot odrzutowy Dassault Falcon 50 o numerze rejestracyjnym 9XR-NN, wiozący rwandyjskiego prezydenta Juvénala Habyarimanę oraz Cypriena Ntaryamirę, prezydenta Burundi, został zestrzelony w Kigali podczas podchodzenia do lądowania. Maszyna została trafiona dwukrotnie pociskiem z ręcznej, ciepłoczułej wyrzutni rakiet Strieła radzieckiej konstrukcji, wrak spadł do ogrodu pałacu prezydenckiego, gdzie znajduje się do dzisiaj. Ntaryamira znajdował się na pokładzie, ponieważ Habyarimana zaproponował użyczenie odrzutowca Dassault, który po lądowaniu w Kigali, w celu wysadzenia Habyarimany i pozostałych rwandyjskich oficjeli miał zawieźć Ntaryamirę do ówczesnej stolicy Burundi, Bużumbury, po czym wrócić do Kigali. W momencie katastrofy na pokładzie maszyny Falcon 50 znajdowało się 12 osób, w tym 3 członków załogi. Nikt nie przeżył katastrofy. Nie udało się stwierdzić, kto stał za zamachem na samolot prezydencki. Obaj politycy byli z pochodzenia Hutu, dlatego pierwsze oskarżenia padły w stronę rebeliantów Tutsi z RPF. Takie informacje podawała propagandowa stacja radiowa RTLM tuż po przeprowadzonym ataku. Mimo że nie było jakichkolwiek dowodów, które mogły to potwierdzić, zamach został odczytany jako jednoznaczny sygnał rozpoczynający masakrę.
Premier Agathe Uwilingiyimana w myśl konstytucji została głową państwa. Rankiem 7 kwietnia 1994 pani Uwilingiyimana, jej mąż oraz dziesięcioro chroniących ich żołnierzy belgijskich zostało brutalnie zamordowanych przez wierną fundamentalistom Gwardię Prezydencką. Ciało premier zostało zbezczeszczone przez dokonujących mordu mężczyzn.
Bojówki Hutu rozpoczęły łapanie i mordowanie każdego napotkanego Tutsi. Nie było to trudne, gdyż w tamtych czasach dowody osobiste zawierały informację o przynależności etnicznej. Z ich pomocą identyfikowano także umiarkowanych Hutu, przeznaczonych do rzezi zgodnie z ustaloną listą. Rwandyjscy Hutu chwycili zatem za maczety, nabijane gwoździami maczugi i włócznie. Bojówki rozdawały skrzynki z alkoholem, aby zachęcić mężczyzn do walki. W pierwszym okresie zginęło wiele znaczących osobistości z ludu Tutsi oraz umiarkowanych polityków z ludu Hutu. Nazwiska oraz adresy osób wytypowanych do likwidacji opublikowano na listach.
Zagraniczni obserwatorzy zostali ewakuowani z Kigali, a ambasady zamknięto, wycofano też belgijskich żołnierzy po zamordowaniu dziesięciu z nich w Kigali. Narodowe radio nawoływało do pozostawania w domach, podczas gdy stacja RTLM podżegała do dalszych ataków na Tutsich. Drogi w Kigali i całym kraju zostały zamknięte przez setki blokad. Rzeź szybko rozprzestrzeniła się na całą Rwandę. Zwykli obywatele byli nawoływani do mordowania sąsiadów i tych, którzy odmówią brania udziału w mordach. Większość ofiar zginęła w miejscu zamieszkania, od maczet używanych przez bojówki. Ponadto palono domy pełne ludzi, gwałcono i zabijano kobiety i dziewczynki, rozbijano noworodki o ścianę, rozcinano brzuchy ciężarnych kobiet, zabijano dzieci na oczach matek, żony przed mężami. Okaleczano, obcinano kończyny. Wielu masakr dokonywano w kościołach (w tym w polskim kościele Gikondo 9 kwietnia 1994), szkołach i szpitalach, gdzie tysiące osób próbowały znaleźć schronienie. Wrzucano granaty do pomieszczeń pełnych ludzi oraz ścinano głowy. Całkowitą liczbę zabitych oceniono na od 800 000 do 1 071 000.

### UNAMIR
W ciągu kolejnych tygodni nastąpiło wiele kontrowersyjnych decyzji Rady Bezpieczeństwa ONZ (Report of The Independent Inquiry into the Actions of the United Nations During the 1994 Genocide in Rwanda; Statement of the Secretary-General on Receiving the Report 1999).
Pierwszego dnia ludobójstwa dowódca UNAMIR Roméo Dallaire wysłał prośbę o prawo do przejęcia czterech zidentyfikowanych składów broni w Kigali. Prośba ta została odrzucona przez ONZ. Dallaire wysłał również prośbę bezpośrednio do Sekretarza Generalnego ONZ Boutrosa Boutrosa Ghalego o pozwolenie na obronę cywilów rwandyjskich, z których wielu próbowało się chronić w bazach ONZ. Wielokrotne prośby o wzmocnienie kontyngentu również zostały odrzucone. ONZ nakazała bezstronność i nieangażowanie się w żadne walki. Kolejną decyzją ONZ nakazała wycofanie sił pokojowych z rejonu konfliktu.
Stany Zjednoczone, będąc niedługo po nieudanej Operacji w Mogadiszu, odmówiły dostaw i pomocy dla Rwandy. Francja, Chiny i Rosja sprzeciwiły się interwencji, określając wydarzenie jako „sprawę wewnętrzną” Rwandy. Jedynie Belgia zwróciła się do ONZ o poszerzenie mandatu UNAMIR, ale po brutalnym zamordowaniu belgijskiej ochrony premier Rwandy, Belgia wycofała swoje siły pokojowe.
Ostatecznie 29 kwietnia ONZ przyznała, że „mogło dojść do aktów ludobójstwa”. Do tego czasu według szacunków Czerwonego Krzyża zamordowanych zostało około 500 000 Rwandyjczyków. ONZ zgodziła się na przysłanie 5500 żołnierzy, zapewnionych głównie przez kraje afrykańskie. Operacja ta została jednak opóźniona w wyniku braku zgody co do warunków finansowania.
Ponadto pod koniec czerwca 1994 trzy tysiące żołnierzy z Francji i kilku afrykańskich państw utworzyło „Strefę Turquoise” w południowo-zachodniej części Rwandy. Jednak ratowanie Tutsich okazało się farsą, a siły RFP i UNAMIR oskarżyły Francuzów o utrudnianie prowadzenia jakichkolwiek działań. Faktycznie to siły Rwandyjskiego Frontu Patriotycznego rozbiły bojówki Hutu.

### Rwandyjski Front Patriotyczny
Batalion RFP stacjonujący w Kigali został zaatakowany bezpośrednio po zestrzeleniu samolotu prezydenta. Batalion przebił się na północ i dołączył do stacjonujących tam oddziałów RFP.
RFP rozpoczęło działania wojenne bezpośrednio po sygnałach o rozpoczęciu masakry. Jego przywódca Paul Kagame wezwał siły RFP stacjonujące w Ugandzie i Tanzanii do wkroczenia do Rwandy i związania walką bojówek Hutu. Rozpoczęło to nowe walki, które ostatecznie doprowadziły w lipcu 1994 do zniszczenia sił Hutu i obalenia dotychczasowego rządu. Blisko dwa miliony Hutu, obawiając się odwetu Tutsich, uciekło przez granice do Burundi, Tanzanii, Ugandy i Zairu.
Ich obawy nie były bezzasadne. Nowe władze Rwandy najpierw pozbyły się niewygodnych świadków w postaci przedstawicieli zagranicznych organizacji humanitarnych, dziennikarzy itp., a następnie przystąpiły do krwawego odwetu, który pociągnął za sobą ogromną liczbę ofiar. Następnie w 1996 siły rwandyjskie zaatakowały obozy uchodźców w sąsiednich krajach, zwłaszcza na terytorium Zairu (obecnie Demokratyczna Republika Konga), zmuszając uchodźców do powrotu do Rwandy. Rozpoczęło to z jednej strony odwet na uchodźcach Hutu, którzy byli mordowani już na granicy (szczególnie młodzi mężczyźni) lub trafiali do nieprawdopodobnie przepełnionych więzień, w których byli tak stłoczeni, że umierali na stojąco. Z drugiej strony był to wstęp do agresji na Zair, który w konsekwencji został zdobyty i okupowany przez armię rwandyjską, grabiącą tamtejsze surowce naturalne.
W marcu 2000 Paul Kagame został prezydentem Rwandy. Pod jego rządami Rwanda wciąż prowadzi procesy przeciwko tysiącom oskarżonych o ludobójstwo. Ich przebieg jest często daleki od europejskich standardów sprawiedliwości.

## Międzynarodowy Trybunał Karny dla Rwandy
18 grudnia 2008 Międzynarodowy Trybunał Karny dla Rwandy skazał pułkownika armii rwandyjskiej – Théoneste Bagosora – na karę dożywotniego więzienia. Trybunał uznał 67-letniego Théoneste Bagosorę za winnego zarzucanych mu czynów, wśród których było ludobójstwo, zbrodnie przeciwko ludzkości oraz zbrodnie wojenne. Trybunał skazał również dwóch innych mężczyzn, majora Aloysego Ntabakuze oraz podpułkownika Anatolego Nsengiyumva, którym postawiono te same zarzuty i również skazano na karę dożywotniego więzienia.
Międzynarodowy Trybunał Karny dla Rwandy skazał także za zbrodnie ludobójstwa przedstawicieli duchowieństwa katolickiego w Rwandzie. Ksiądz Athanase Seromba został oskarżony o zamordowanie 2,5 tysiąca swoich wiernych i skazany na karę dożywotniego pozbawienia wolności (początkowo MTK skazał go na 15 lat pozbawienia wolności). Wenceslas Munyeshyaka skazany został na dożywocie zaocznie (Trybunał nie był w stanie stawić go przed sądem), natomiast we Francji uznano dowody przeciwko niemu za niedostateczne. Zakonnice benedyktynki Consolata Mukangango (siostra Gertruda) i Julienne Mukabutera (siostra Maria Kisito) zostały skazane przez sąd belgijski na karę 12 i 15 lat więzienia za współudział w zabójstwie ok. 7 tys. Tutsi.

## Odniesienia w kulturze

### Filmy o ludobójstwie w Rwandzie
Filmy fabularne
- 2004: Hotel Ruanda[20] (Hotel Rwanda)
- 2005: Czasem w kwietniu[21] (Sometimes in April)
- 2005: Strzelając do psów[22] (Shooting Dogs)
- 2007: Podać rękę diabłu[23] (Shake Hands with the Devil)
- 2009: Dzień, w którym Bóg odszedł[24] (Le jour où Dieu est parti en voyage)
- 2011: Kinyarwanda
- 2017: Ptaki śpiewają w Kigali[25]
- 2019: Maria Panna Nilu (Notre-Dame du Nil)

Filmy dokumentalne
- 2004: Podać rękę diabłu[26] (Shake Hands with the Devil: The Journey of Roméo Dallaire)[27]
- 2005: Pamiętnik z Kisangani (Kisangani Diary)[28]
- 2009: Mój sąsiad, morderca[29] (My Neighbor My Killer)

### Muzyka
Utwory
- „Anthem of Despair” z albumu The Rising Tide of Oblivion (2005) niemieckiej grupy Neaera.
- „Ściąć wysokie drzewa” polskiej grupy muzycznej Myslovitz
- „Somewhere in the Jungle” na albumie Dragontown Alice’a Coopera
- „Rwanda” zespołu Rancid
- „Rwanda” z albumu „Chmury nie było” (1997) polskiego zespołu Kobong
- „Papaoutai” z albumu Racine carrée belgijskiego artysty Stromae’a – w masakrze zginął ojciec artysty
- „Stacking Bodies” zespołu Fit For A King z udziałem wokalisty grupy Miss May I, Leviego Bentona
- „Kapitan Polska” zespołu Lao Che[30]
- "Teatr Anatomiczny", którego autorem jest Słoń

## Reperkusje ludobójstwa w regionie
Hutu, którzy utracili władzę w Rwandzie, masowo uciekali z kraju przed groźbą odwetu ze strony Tutsi. Około dwóch milionów ludzi skryło się na wschodzie Zairu. Byli to nie tylko cywile, ale i „genocidaires”, którzy zapowiadali, że przegrupują się, wrócą do ojczyzny i dokończą ludobójstwo. W wyniku gróźb Tutsi z Rwandy rozpoczęli kampanię wojenną, która przekształciła się w dwie wojny w Kongu, które przyniosły miliony ofiar. W wojnach zaangażowanych było osiem krajów afrykańskich. Oficjalnie wojny zakończyły się w 2003, jednak tak naprawdę konflikt nie wygasł. Do 2008 wojna i jej następstwa spowodowały śmierć 5,4 mln ludzi, głównie z powodów chorób i głodu; tym samym II wojna domowa w Kongu jest najkrwawszym konfliktem od zakończenia II wojny światowej. Miliony osób zostało wysiedlonych ze swoich domów lub starało się o azyl w sąsiednich krajach.
Wycofujące się obce wojska z terytorium Demokratycznej Republiki Konga, zostawiły na jej terytorium wyszkolone bojówki, które przynosiły śmierć i cierpienie miejscowej ludności. Podczas konfliktu w kongijskiej prowincji Kiwu (2004-2009), Tutsi pod sztandarem Narodowego Kongresu na rzecz Obrony Ludu (CNDP) prowadzili rebelię przeciwko kongijskiej władzy wspieraną przez Rwandę. Rebelianci zostali rozbici na przełomie 2008/2009. 23 marca 2009 podpisano porozumienie pokojowe, które zakładało przekształcenie CNDP w partię polityczną oraz włączenie partyzantów do armii kongijskiej.
W międzyczasie, 20 stycznia 2009 rozpoczęła się rwandyjska ofensywa przeciwko bojówkom FLDR na terenie Demokratycznej Republiki Konga. FLDR to rwandyjskie bojówki złożone z członków Hutu, którzy dokonali ludobójstwa w 1994. Wszystko działo się za zgodą rządu w Kinszasie, który podkreślał, że te kolejne operacje to rozbrajanie ugrupowań rebelianckich w Kiwu. 25 lutego 2009 wojska rwandyjskie wyszły z terytorium Demokratycznej Republiki Konga. Główny cel ich misji – zniszczenie baz rebeliantów z ludu Hutu – nie został jednak zrealizowany.
23 marca 2012, w trzy lata po porozumieniu kończącym rebelię CNDP, gen. Bosco Ntaganda poniósł bunt w Demokratycznej Republice Konga i uformował Ruch 23 Marca, złożony z Tutsich. Ruch, który był wspierany przez Rwandę i Ugandę, rozpoczął kampanię wojenną przeciwko rządowi w Kinszasie. Rebelia, trwająca 20 miesięcy, została rozbita w listopadzie 2013 przez wojska kongijskie i brygadę interwencyjną ONZ.